# Кодіярвеська сільська рада
Ко́діярвеська сільська рада (ест. Kodijärve külanõukogu, рос. Кодиярвеский сельский совет) — сільська рада в Естонській РСР, адміністративно-територіальна одиниця в складі повіту Тартумаа (1945—1950) та Елваського району (1950—1954).

## Історія
13 вересня 1945 року на території волості Камб'я в Тартуському повіті утворена Кодіярвеська сільська рада з центром у селі Панґоді. Головою сільської ради обраний Альфред Кукк (Alfred Kukk), секретарем — Аугуст Нюкманн (August Nükmann).
26 вересня 1950 року, після скасування в Естонській РСР повітового та волосного поділу, сільська рада ввійшла до складу новоутвореного Елваського сільського району.
17 червня 1954 року в процесі укрупнення сільських рад Естонської РСР Кодіярвеська сільська рада ліквідована. Її територія склала східну частину Елваської сільської ради та західну частину Камб'яської сільської ради.